# Golden Slam
At vinde en Golden Slam betyder, at man som tennisspiller har vundet alle de fire Grand Slam-turneringer (Australian Open, French Open, Wimbledon og US Open), samt en guldmedalje i de Olympiske Lege. Der er forskellige meninger om, hvorvidt det skal ske inden for et enkelt kalenderår for at være en ægte Golden Slam. Hvis det sker inden for et enkelt kalenderår kalder nogle det en kalenderårs-Golden Slam eller kalender-Golden Slam, mens andre mener, at en kalenderårs-Golden Slam er den eneste ægte Golden Slam. Hvis det "blot" sker inden for den pågældendes karriere, kan man kalde det en karriere-Golden Slam for at være præcis, men af nogle kaldes en karriere-Golden Slam bare en Golden Slam. Nogle mener også, at det skal være i single for at være en Golden Slam.
12 spillere har gennem tiden opnået en karriere-Golden Slam i enten single eller double. Steffi Graf er den eneste af disse spillere, der har formået at opnå den inden for et enkelt kalenderår; det var i 1988 som singlespiller. Det er i sagens natur særlig svært at tage en kalenderårs-Golden Slam, da der kun er Olympiske Lege hvert 4. år.
Serena Williams er den eneste spiller, der har opnået en karriere-Golden Slam i både single og double.